# 霍東閣 (電視劇)
《霍東閣》（英語：The Legend Continues）為香港亞洲電視電視劇集，在1984年首播，共30集，由徐小明兼任監製。繼1981年《大俠霍元甲》、1982年《陳真》後，以精武館為故事的三部曲。

## 劇集內容
霍東閣是已故民族英雄霍元甲的兒子。自從精武館創辦人霍元甲遭日本人毒殺後，陳真為精武門繼承人，陳真去世後精武門逐漸衰落，人材凋零。長大後的霍東閣在上海碼頭當搬運工維持生活。民國初年，列強橫行中國，愛國義士陳公哲、盧雨亭、姚詹佰等為了救國反日，找到霍東閣重振精武門，發揚霍元甲愛國俠義精神。上海督軍熊定一先勾結日本人擴充自己實力，再扶助和利用精武體育館殺害日人秋野父子，後為求登上總統之位，勾結法國人和惡霸郭浩川對付精武體育館，最終眾叛親離，精武體育館在霍東閣、陳公哲等努力經營下，分館遍佈全國。

## 主要演員
- 錢小豪 飾 霍東閣
- 文雪兒 飾 沈小玉
- 劉志榮 飾 陳公哲
- 李愛華 飾 盧雪英
- 鄭佩佩 飾 陳士超
- 鮑漢琳 飾 陳父
- 馮素波 飾 琴母
- 麥翠嫻 飾 霍東琴
- 伍國誠 飾 霍元英
- 徐小明（兼任監製） 飾 程小嬌
- 譚榮傑 飾 劉振聲
- 楊家安 飾 陸大安
- 麥天恩 飾 郭浩川
- 蕭山仁 飾 王永祥
- 甘　山 飾 左榮
- 良　鳴 飾 莫大毛
- 林迪安 飾 莫小毛
- 吳　回 飾 沈三路
- 王　偉 飾 熊定一
- 方　洲 飾 副官
- 陳　亮 飾 馬副官
- 潘　祥 飾 霍申
- 曾偉權 飾 盧雨亭
- 姚鳳絲 飾 熊鷹翹
- 金興賢 飾 姚蟾伯
- 高　雄 飾 風火雷
- 徐二牛 飾 秋野正雄
- 曹　榮 飾 秋野俊男
- 韓　江 飾 周經紀
- 葉碧雲 飾 小桃
- 黃一飛 飾 聶雲台
- 孫鏡鴻 飾 尚沙先生
- 黃曙光 飾 王健
- 鄭　雷 飾 麥專員